# Casella (Asolo)
Sant'Apollinare (Sanpuinaro in veneto), meglio conosciuta con il nome della località Casella d'Asolo (Casèa in veneto), è una frazione del comune di Asolo, in provincia di Treviso.

## Geografia fisica
Sorge in un'area pianeggiante, ai piedi dei colli dove si trova il capoluogo; è delimitata a est dalla strada provinciale 6 "Castellana", e a nord dalle strade provinciali 248 e 84. Gli altri confini seguono quelli del comune di Asolo. Non sono presenti corsi d'acqua di rilievo, ma vari canali consortili tra i quali il Fosso Brenton a sud di Villa Raspa.

## Toponomastica
Il territorio che oggi ricade all'interno della frazione di Sant'Apollinare un tempo era chiamato Fratta Longa, toponimo che rimanda alla presenza di boscaglia e rovi; è ancora oggi presente come "Via Frattalunga". Storicamente la frazione viene talvolta indicata anche come Villa d'Asolo: questo perché si trattava del centro abitato più importante della pianura asolana (la Villa di Asolo, per l'appunto). Dal 1967 questo toponimo non indica più la pianura asolana nella sua interezza, bensì il nuovo centro abitato di Villa d'Asolo, nella frazione che era chiamata Pradazzi.
L'origine del nome Sant'Apollinare è ovviamente legato al culto del santo ravennate; il toponimo Casella invece ricorda la presenza di una bottega di un maniscalco.
La borgata di Villa Raspa potrebbe derivare il suo nome dal verbo raspòn, raschiare, di lingua longobarda; in questa zona probabilmente venivano riscossi i tributi all'epoca della dominazione longobarda.
I vari toponimi Loreggia, Loreggiola rimandano alla via Aurelia, che qui transitava. A sud di Villa Raspa, invece, le Brentelle ricordano la presenza fin dal XVI secolo dei canali di irrigazione derivati dal Piave.

## Storia

### Dall'epoca romana al Settecento
In epoca romana il territorio della frazione era attraversato dalla via Aurelia (oggi via Loreggia), importante arteria di collegamento tra i municipi di Asolo e Padova. Lungo quest'asse viario venne istituito un agro centuriato, in parte ancora presente specie nella porzione meridionale della frazione. Sporadici ritrovamenti di abitazioni e sepolture, specie in prossimità della parrocchiale e nelle località Cà Vescovo e Tuna, testimoniano la presenza di abitazioni rurali. Proprio in località Tuna la via Aurelia si intersecava con l'antica via di collegamento che andava dal Brenta al Piave, per poi salire al municipio asolano.
Il Furlani riporta la presenza di una lapide con iscrizioni romane nella vecchia chiesa, della quale si sono perse le tracce. La presenza di resti romani e la dedicazione della chiesa, già oratorio campestre, a Sant'Apollinare lasciano pensare a una presenza religiosa già in epoca tardo antica.
Anche la località Casella, situata in un crocicchio molto frequentato, è stata certamente abitata fin dall'epoca romana. Il toponimo rimanda alla presenza di una bottega di un maniscalco, attestata in epoca tardo medievale. Fin dal 1518 poi si ha notizia della fiera di San Rocco che qui si teneva; era presente anche un oratorio dedicato a San Rocco, demolito a fine Ottocento per ampliare la piazza del mercato, e ricostruito nel 1900.
Di probabile fondazione longobarda è invece la borgata di Villa Raspa: il toponimo rimanda al verbo raspòn, raschiare, ed è possibile che in questa zona venissero riscossi i tributi. Il Comacchio ipotizza perfino la presenza di una Curtis, un centro agricolo dotato di un oratorio privato. La presenza di un luogo di culto è storicamente attestata dal 1556, dove compare in una stampa il nome villa Raspa sormontato da una croce. Nel XVII secolo l'oratorio venne riedificato dal nobile Giovanni Pasini, che vi affiancò la propria casa domenicale. Poco distante, nei pressi di borgo Mestre, venne edificata sempre durante l'epoca della Serenissima Cà Cinel, un'abitazione rurale alle dipendenze di villa Barbini.
L'abitato principale rimaneva però Sant'Apollinare, il cui oratorio, attestato fin dal 1470, divenne ben presto chiesa sussidiaria della Collegiata asolana. Nel 1744 venne edificata accanto all'oratorio la casa del mansionario, al quale era affidata la Villa d'Asolo, ovvero l'intera pianura asolana comprendente Sant'Apollinare (allora Frattalonga) e l'attuale Villa d'Asolo (allora Pradazzi). In seguito venne affidato un mansionario anche ai Pradazzi. L'oratorio verrà demolito nel 1790, per costruire una chiesa più grande. Il corpo principale dell'edificio, pur con rimaneggiamenti e ampliamenti, è giunto fino ai giorni nostri.
La presenza di un cappellano e di una propria chiesa sussidiaria fecero aumentare l'importanza della frazione, che cercò più volte di rendersi maggiormente autonoma dal centro religioso e amministrativo di Asolo, non sempre con successo. La frazione rimarrà infatti legata ad Asolo, soprattutto dal punto di vista religioso, fino al 1967, quando con lo smembramento della Prepositura di Asolo venne istituita la parrocchia di Sant'Apollinare Vescovo e martire.
Nel 1853 venne costruito a Sant'Apollinare il nuovo cimitero comunale di Asolo, essendo ormai troppo piccolo quello di Sant'Anna.

### Dal Novecento a oggi

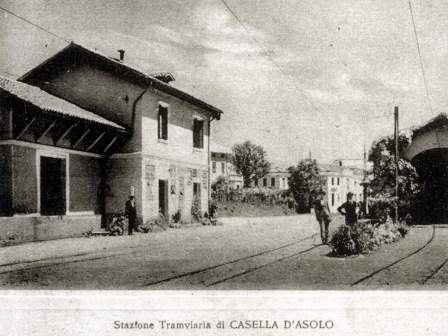
Stazione tramviaria di Casella d'Asolo, in una foto d'epoca

Nel corso del Novecento il crocicchio di Casella, rinomato per le fiere dell'ottava di Pasqua e dell'Assunta, fu sede di una stazione del tram, che avrebbe dovuto collegare Montebelluna a Bassano. Il 3 agosto 1913 viene inaugurata la linea Montebelluna - Casella d'Asolo le cui corse iniziarono però dal 17 agosto; la linea fu poi prolungata fino ad Asolo il 20 gennaio 1914. La tranvia venne tuttavia soppressa il 1º giugno 1931, vanificando il progetto iniziale di un collegamento fino a Bassano. Il 30 aprile 1944 in prossimità di Villa Barbini vennero uccisi quattro partigiani e, alla fine della seconda guerra mondiale, Casella venne bombardata dagli Alleati.
Con l'erezione della nuova parrocchia, la costruzione delle scuole elementari e dell'asilo (presente dal 1919), la frazione conobbe ben presto un discreto sviluppo urbanistico e demografico. Al contempo, la località di Casella aumentò la propria importanza con la nascita di numerose attività artigianali e commerciali lungo la strada bassanese, e la costruzione di nuove abitazioni nella pianura adiacente. Questo processo di espansione urbanistica, avvenuto senza criteri ben precisi, ha portato ai giorni nostri alla formazione di un unico agglomerato urbano che ha compreso Sant'Apollinare e Casella, ampliato a est e a ovest dalle uniche due zone industriali del comune di Asolo.
Questo sviluppo, che ha reso la frazione la più popolosa del comune, ha comportato negli ultimi decenni la necessità di spostare alcuni servizi importanti per l'intero territorio comunale all'interno di essa. A Casella si trovano infatti gli impianti sportivi, la biblioteca, le poste, i Carabinieri, l'asilo nido comunale e il nuovo plesso unico delle scuole elementari.

## Monumenti e luoghi di interesse

### Chiesa parrocchiale
Si ha notizia di un oratorio campestre dedicato a Sant'Apollinare fin dal 1470. Nel 1790 l'oratorio, ormai cadente, verrà demolito per la costruzione di una nuova chiesa a due campate. Nel 1829 verrà installato anche l'orologio nella torre campanaria. Nel 1914, in seguito alla visita pastorale del beato Andrea Giacinto Longhin, la chiesa viene ampliata con la costruzione di due navate laterali, e nel 1942 viene costruito la nuova abside di forma circolare, su progetto dell'ing. Fausto Scudo. Nel 1955 viene collocata la nuova pavimentazione in pietra calcarea in rosso broccato di Verona e biancone del Grappa. Negli ultimi anni (1992, 2005, 2022) sono stati realizzati vari interventi di restauro e rinforzo strutturale.

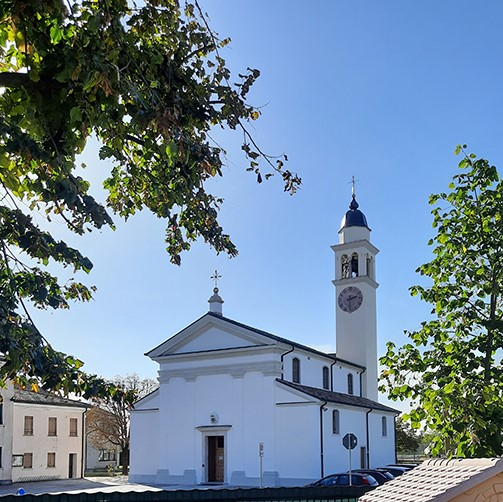
La Chiesa parrocchiale di Sant'Apollinare

L'edificio si presenta in stile neoclassico, con un corpo rettangolare suddiviso in tre navate, e il presbiterio rialzato che si conclude con l'abside semicircolare. Il soffitto si presenta con un grande affresco centrale raffigurante Sant'Apollinare in gloria, San Rocco, San Liberale e San Giovanni Evangelista della scuola di Noè Bordignon. Nel presbiterio, a destra, una pala di Sant'Apollinare della prima metà del XVIII secolo ma di scuola bassanese. Nel soffitto del coro, un'Assunzione della Vergine con stucchi delicati (forse incisione del veronese Jacopo Guarana 1753-1815). Nella chiesa sono inoltre conservate una tela di San Liberale, una statua di San Biagio, e una tela della presentazione di Gesù al Tempio, della scuola di Jacopo da Ponte.
Il campanile, situato a nordovest del corpo centrale, è dotato di un orologio e di un concerto di tre campane in si b maggiore, fuse in epoche diverse.

## Società

### Evoluzione demografica
Abitanti censiti

### Etnie e minoranze straniere
Al 31 dicembre 2018 gli stranieri residenti nel territorio della frazione erano 644, ovvero il 17,7% della popolazione. Di questi, 368 erano stranieri comunitari e 276 extra-comunitari.

### Religione
L'unica parrocchia presente è così chiamata: "Parrocchia di Sant'Apollinare Vescovo e martire in Casella d'Asolo".

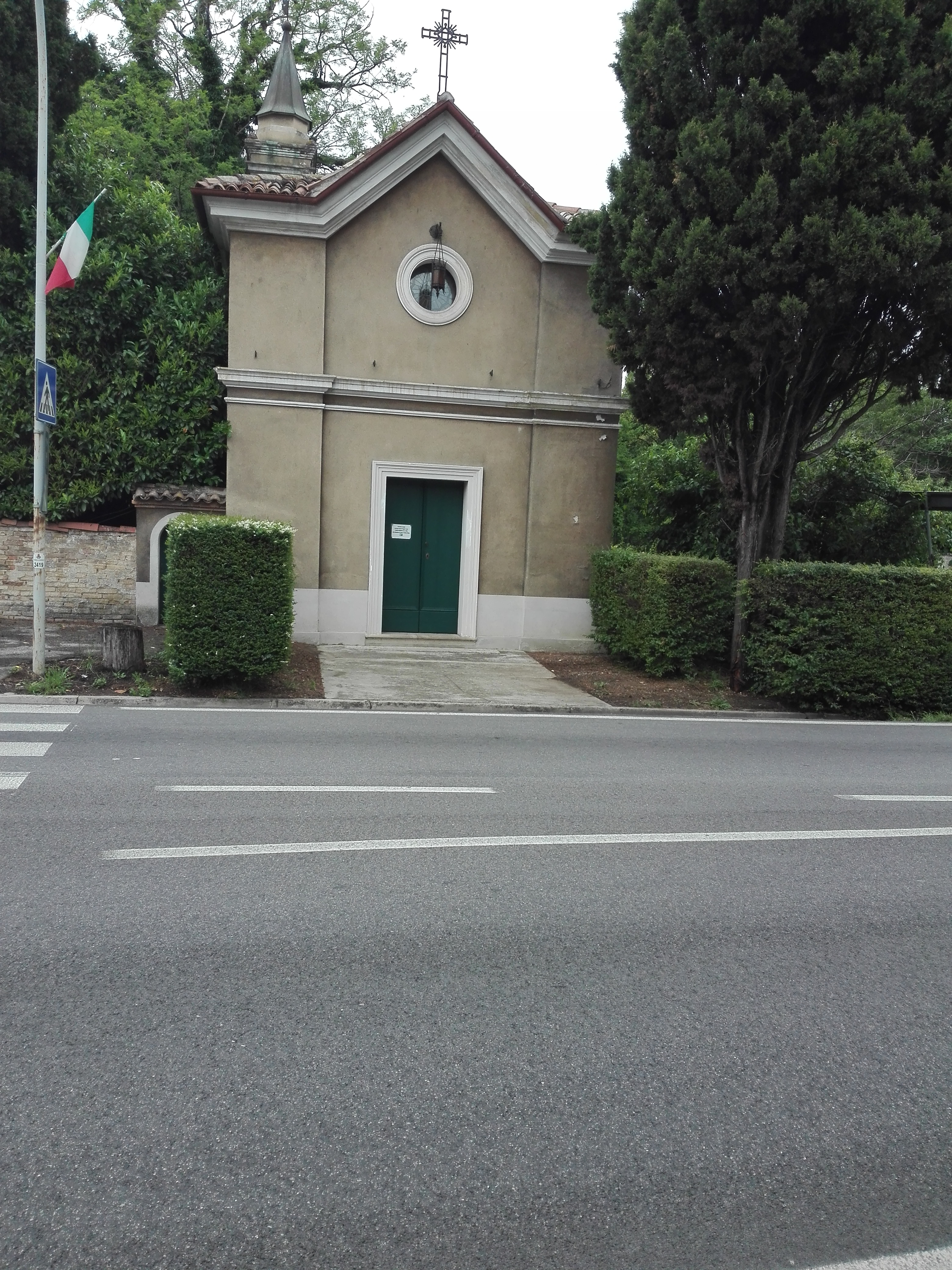
Oratorio di San Rocco, Casella

La parrocchia di Sant'Apollinare ha però un territorio leggermente più piccolo della sua frazione: mentre la frazione ha per confine settentrionale la strada provinciale n. 84 "di Villa Barbaro", nel caso della parrocchia invece non si va mai a nord della chiesetta di San Rocco e della strada provinciale 248 "Schiavonesca-Marosticana": tutto ciò che sta a nord della strada appartiene alla parrocchia di Asolo.
Le chiese presenti nel territorio invece sono tre: la chiesetta di San Rocco a Casella d'Asolo, la chiesa parrocchiale di Sant'Apollinare nell'omonimo centro, e la chiesa di San Giovanni evangelista a Villa Raspa.

### Eventi
Nel mese di luglio si svolge la sagra patronale a Sant'Apollinare.
A Casella invece due lunedì all'anno (il lunedì dopo l'ottava di Pasqua e il lunedì dopo Ferragosto) viene allestita l'antica "Fiera dei osei" (Fiera degli uccelli), chiamate rispettivamente Fiera dell'Ottava di Pasqua e Fiera dell'Assunta. Tutti i due lunedì di fiera si concludono con una Santa Messa alla sera, nella chiesetta di San Rocco a Casella d'Asolo.
A Villa Raspa viene organizzata la sagra di San Giovanni Apostolo il 27 dicembre.

## Geografia antropica
Il centro abitato principale della frazione (spesso indicato in modo generico come Casella), è in realtà un agglomerato formato dalla Casella vera e propria, situata presso il crocevia formato dalle attuali SS 248 e la provinciale per Asolo, e il borgo di Sant'Apollinare, circa un chilometro più a sud, attorno alla parrocchiale. Si noti che lo statuto comunale di Asolo riconosce lo status di frazione al borgo di Sant'Apollinare e non a Casella. Fa parte della frazione anche la località Villa Raspa.

### Casella e Sant'Apollinare
Nella piazza di Casella si trova l'ufficio postale e ogni sabato mattina si tiene il mercato. In via Montello è presente una piccola chiesetta dedicata a San Rocco, condivisa con la parrocchia di Asolo.

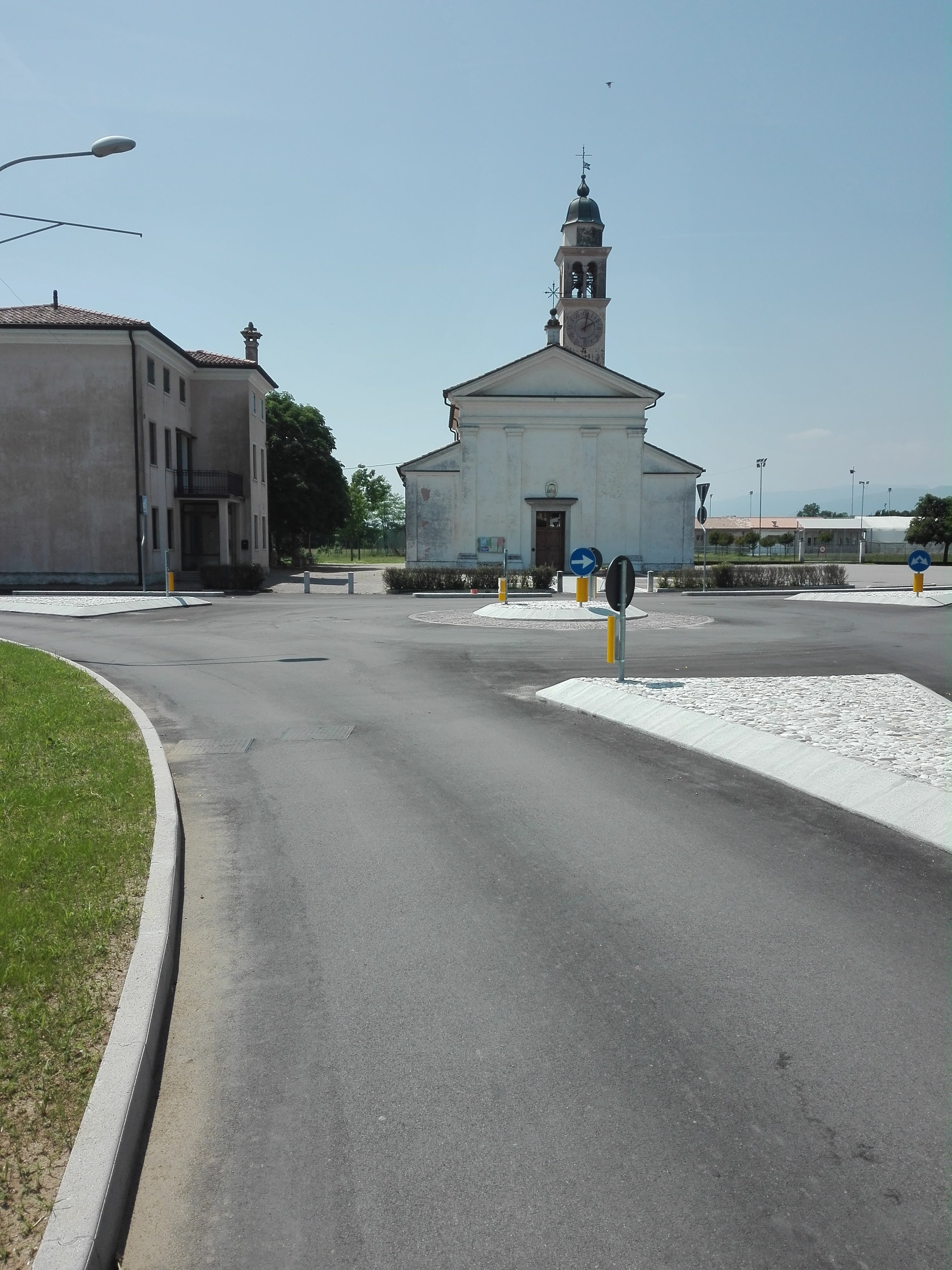
La chiesa parrocchiale, intitolata a Sant'Apollinare

A Sant'Apollinare invece è situata la chiesa parrocchiale e il cimitero, oggi parrocchiale ma un tempo cimitero comunale. Poco distante dal centro si colloca il distaccamento dei vigili del fuoco volontari.
Nella conurbazione compresa tra la piazza di Casella e il centro di Sant'Apollinare si trovano gli impianti sportivi comunali, la stazione dei Carabinieri, la biblioteca, l'asilo nido comunale, il nuovo plesso unico delle scuole elementari.

### Cà Vescovo
Il toponimo Cà Vescovo era riferito a una casa di campagna della curia di Treviso, demolita negli anni 1960. Oggi viene indicata con questo nome la fermata degli autobus l'ampio parcheggio adiacente, dove il lunedì pomeriggio viene allestito il mercato ortofrutticolo. Nel terreno dove sorgeva la Cà del Vescovo, venne costruito lo stabilimento Brionvega, opera dell'architetto Marco Zanuso.

### Villa Raspa
La borgata di Villa Raspa è situata nella porzione meridionale della frazione. Si trova una chiesetta dedicata a San Giovanni evangelista.

### Borgate minori
All'interno della frazione, oltre alla conurbazione di Casella e Sant'Apollinare e alla località Villa Raspa, sono presenti alcuni nuclei abitati minori: Posati, Borgo dei Dametto, Giacometti, Croce D'oro, Loreggiola, Case della Lana, Brentelle, Case Sibillin, Case dei Baggio, Borgo Venezia, Borgo Mestre.
Altri nuclei abitati presenti nei censimenti Istat del secolo scorso sono stati invece inglobati dal centro di Casella e Sant'Apollinare: si tratta di Cà Vescovo, Tuna, Campolungo e Torronda.

## Infrastrutture e trasporti
Posta lungo la Strada statale 248 Schiavonesca-Marosticana, dal 1913 al 1914 Casella rappresentò il capolinea provvisorio Tranvia Montebelluna-Asolo, soppressa nel 1931, che rappresentò al tempo un importante strumento di sviluppo per l'economia della zona. La posizione della stazione era stata definita quale primo elemento di una mai realizzata direttrice su ferro fra Bassano del Grappa e Susegana.
A Cà Vescovo fermano gli autobus della Mobilità di Marca (MoM), inoltre il comune di appartenenza (Asolo) è dotato di un servizio di bus navetta.